# دی‌اتیل سولفوکسید
دی‌اتیل سولفوکسید (به انگلیسی: Diethyl sulfoxide) یک ترکیب شیمیایی با شناسه پاب‌کم ۶۲۶۳ است. 